# Lisa Deißler

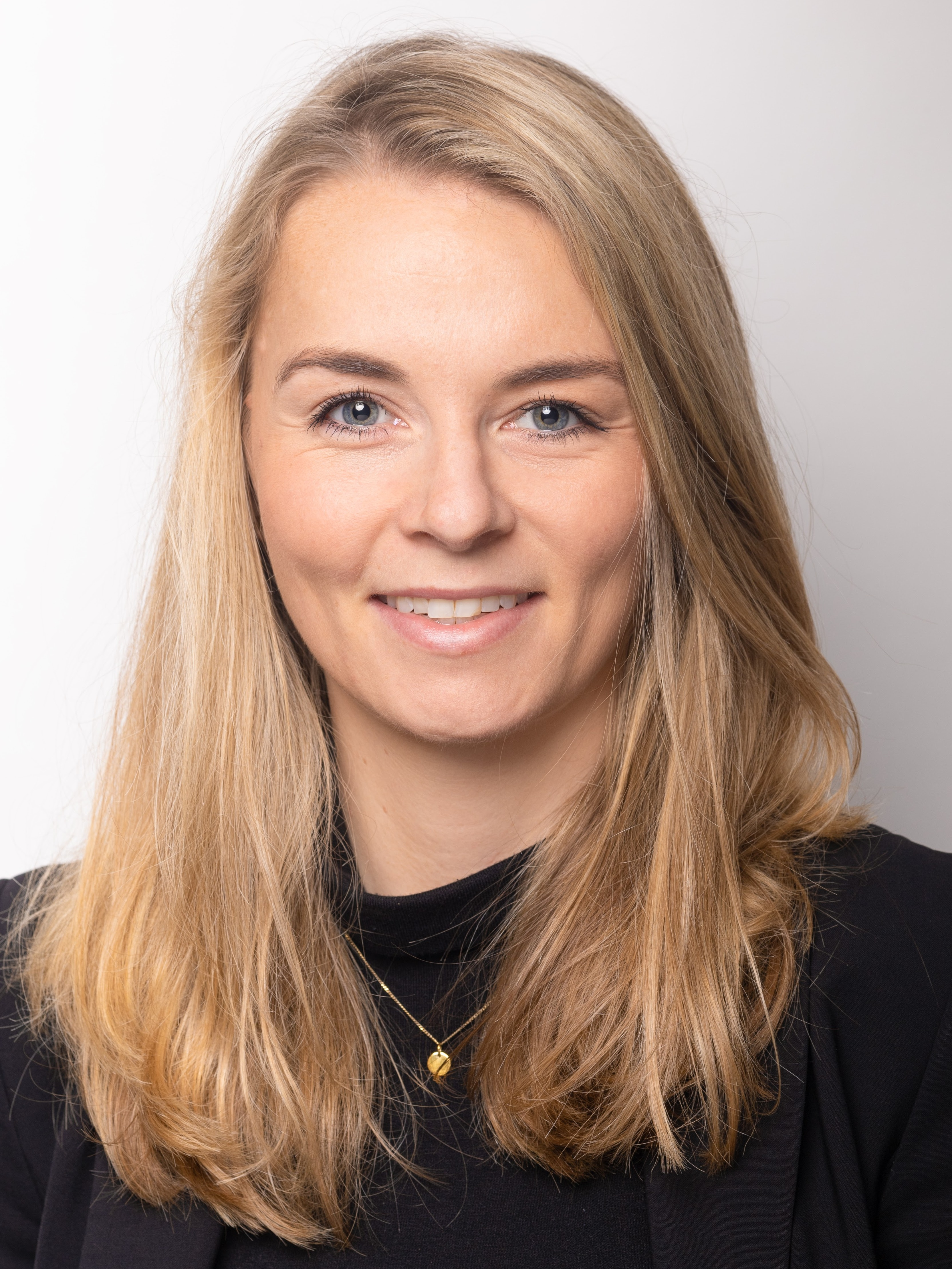
Lisa Deißler, 2021

Lisa Deißler (* 9. April 1993 in Mülheim an der Ruhr als Lisa Freitag) ist eine deutsche Politikerin (FDP). Von 2021 bis 2024 war sie Mitglied des Hessischen Landtages.

## Leben
2013 schloss Deißler das Abitur in Mülheim an der Ruhr ab. Bis 2021 studierte sie Rechtswissenschaften und Politikwissenschaften an der Phillipps Universität Marburg, wobei sie letzteres Fach erfolgreich abschloss. Deißler ist konfessionslos und verheiratet.

## Politische Laufbahn
Deißler ist seit 2015 Mitglied der FDP, Kreisvorsitzende des Kreisverbandes Marburg-Biedenkopf und seit 2021 Mitglied des Landesvorstandes. Zuvor war sie seit 2010 bei den Jungen Liberalen aktiv, deren stellvertretende Landesvorsitzende sie von 2015 bis 2018 war.
Deißler ist seit 2017 Mitglied der Stadtverordnetenversammlung Marburg und dort Mitglied im Ausschuss für Bildung, Kinder und Jugend, Kultur und Sport sowie Mitglied in der Schulkommission.
Bei der Landtagswahl in Hessen 2018 trat Deißler als Spitzenkandidatin der Jungen Liberalen im Wahlkreis Marburg-Biedenkopf II und auf Platz 12 der Landesliste an. Am 26. Oktober 2021 rückte sie für Jürgen Lenders in den Landtag nach. Deißler war Sprecherin für Hochschule und Wissenschaft sowie Sprecherin für Justizvollzug.
Bei der Landtagswahl 2023 trat Deißler erneut als Spitzenkandidatin der Jungen Liberalen auf Platz 9 der FDP-Landesliste an. Sie erhielt kein Mandat mehr und schied im Januar 2024 aus dem Landtag aus.